# گیوگریاگ
گیوگریاگ (به لاتین: Gyugryag) یک منطقهٔ مسکونی در روسیه است که در داغستان واقع شده‌است.